# Machaerium kegelii
Machaerium kegelii är en ärtväxtart som beskrevs av Meissner. Machaerium kegelii ingår i släktet Machaerium och familjen ärtväxter. Inga underarter finns listade i Catalogue of Life.